# Di(trimethylolpropan)
Di(trimethylolpropan) Di-TMP ist ein 4-wertiger primärer Alkohol, der formal durch Etherbildung zwischen zwei Molekülen 1,1,1-Trimethylolpropan (TMP) entsteht. Das Polyol Di-TMP ist ein Nebenprodukt der TMP-Herstellung und ähnelt in seinen Eigenschaften und Anwendungen dem Ausgangsstoff und Triol TMP und dem Tetraol Pentaerythrit.

## Vorkommen und Darstellung
Die Laborsynthese von Di(trimethylolpropan), basierend auf Trimethylolpropan im Sinne einer Williamson-Ethersynthese, erfordert zunächst die reversible Blockade von zwei der drei Hydroxylgruppen im TMP-Molekül, z. B. durch Ketalbildung mit Aceton. Nach Umwandlung des so geschützten TMPs in das Tosylat reagiert dieses in Gegenwart einer Base mit dem TMP-Ketal zum beidseitig ketalisierten Di-TMP und anschließend durch saure Abspaltung der Aceton-Schutzgruppen zu Di(trimethylolpropan).
Beim Erhitzen von Trimethylolpropan mit Schwefelsäure fällt unter Wasserabspaltung ein Stoffgemisch an, das Di(trimethylolpropan) in 59 %iger Rohausbeute enthält.
Wie bei der Synthese des Pentaerythrits durch dreifache Aldolreaktion aus Formaldehyd und Acetaldehyd und anschließende gekreuzte Cannizzaro-Reaktion entsteht aus 3 Mol Formaldehyd und n-Butyraldehyd in Gegenwart von Natronlauge ein Mol Trimethylolpropan und ein Mol Natriumformiat.  Bei dieser Reaktion bilden sich – in unterschiedlichem Ausmaß, abhängig von den Reaktionsbedingungen – auch Oligomere, wie Di-TMP, Tri-TMP (und höhere), sowie cyclische und lineare Acetale von TMP und Di-TMP mit Formaldehyd, wie z. B. das lineare Formal bis-TMP.
Die Bildung der Nebenprodukte, überwiegend Di-TMP, beruht auf der Reaktion von TMP und Formaldehyd mit intermediär aus 2-Hydroxymethylbutanal, dem Additionsprodukt  von Butanal und Formaldehyd  durch Wasserabspaltung gebildeten α,β-ungesättigten Aldehyd 2-Ethylacrolein.
Bei der destillativen Aufarbeitung des Reaktionsansatzes bleiben höhermolekulare Verbindungen – neben dem bei der gekreuzten Cannizzaro-Reaktion gebildeten Natriumformiat – als Schwersiederfraktion zurück, die ca. 30 bis 50 % Di-TMP enthält.
Das im Rückstand enthaltene überschüssige TMP kann mit Ethylacetat extrahiert werden, wobei Di(trimethylolpropan) (und andere Oligomere) ausfallen. Zur Reinigung muss mehrfach umkristallisiert werden, z. B. aus Wasser, dem eine bestimmte Menge zusätzliches Natriumformiat zudosiert wurde. Wegen der unterschiedlichen Löslichkeiten von Di(trimethylolpropan) und der anderen Nebenprodukte ist die Abtrennung des Zielprodukts Di-TMPs und seine Reinigung mittels mehrfacher Umkristallisation aufwendig und verlustreich.
In einer weiteren Aldol-Cannizzaro-Reaktionsvariante reagiert TMP mit Formaldehyd und dem intermediär durch Wasserabspaltung gebildeten 2-Ethylacrolein mit Triethylamin als Base. Dabei entsteht ein Produktgemisch, das Di(trimethylolpropan) in einer Ausbeute von bis zu 68,6 % – bezogen auf 2-Ethylacrolein – enthält.
Die Reinigung des Rohprodukts ist in der Patentschrift nicht beschrieben.

## Eigenschaften
Di(trimethylolpropan) bildet als Feststoff geruchlose, weiße Flocken, die in Wasser wenig löslich (21 g·mol−1 bei 20 °C) und in Methanol löslich sind. Zur Abtrennung von Verunreinigungen kann Di-TMP aus polaren Lösungsmitteln, wie z. B. Aceton, Ethylacetat, Butylacetat und Methylisobutylketon MIBK, umkristallisiert werden. Di-TMP ist sehr wenig toxisch und nicht reizend, allerdings schwer biologisch abbaubar.

## Anwendungen
In ähnlicher Weise, aber wegen der aufwendigen Isolierung und Reinigung in wesentlich geringerem Umfang, wird Di(trimethylolpropan) wie die Polyole Trimethyolpropan und Pentaerythrit als multifunktioneller Alkohol mit vier Hydroxygruppen verwendet.
Mikronisiertes Di(trimethylolpropan) wird als Co-Stabilisator für schwermetallfreie PVC-Stabilisatorsysteme, und Di-TMP-Ester (bevorzugt) mit verzweigten Carbonsäuren werden als PVC-Weichmacher vermarktet.
Tetraester des Di(trimethylolpropan)s mit Fettsäuren, auch aus natürlichen Quellen, eignen sich als Wachse, Beschichtungsmaterialien für Pigmente und Schmierstoffe.
Das Salz des Di-TMP-bisphosphats mit Ethanolamin MEOA wurde als halogenfreies Flammschutzmittel für Textilien aus verschiedenen Materialien beschrieben.
Di(trimethylolpropan) kann als Vernetzungsmittel in Alkydharzen, gesättigten und ungesättigten Polyesterharzen sowie in Polyurethan- und Epoxidharzen verwendet werden.
Polyhydroxyurethane (PHUs) finden als Alternativen zu Polyurethanen (PUs) zunehmend Interesse, da PHUs durch ringöffnende Polyaddition von bifunktionellen cyclischen Carbonaten und α,ω-Diaminen ohne Einsatz von toxischen Isocyanaten gebildet werden. So reagiert Di-TMP mit dem Phosgenersatzstoff Diphenylcarbonat zum bis-cyclischen Carbonat.
das mit Diaminen zu Polyurethanen und mit terminalen Aminogruppen von Oligohydroxyurethanen zu Polycarbonat-urethanen polymerisiert werden kann.
Acrylsäureester von Di-TMP, insbesondere Di(trimethylolpropan)-tetraacrylat (CAS-Nr. 6317-49-3), eignen sich als reaktive Monomere mit hoher Vernetzungsdichte zur Photovernetzung und Strahlenhärtung für Lacke und Beschichtungen, Klebstoffe und Dichtungsmassen sowie Kunststoffe und Harze.
Derart vernetzte Polymersysteme zeichnen sich durch hohe chemische, thermische und mechanische Festigkeit aus, die sich in ausgeprägter Oberflächen- und Massehärte, Wasser- und Wetterbeständigkeit, Abriebfestigkeit bzw. Klebekraft zeigt.
Di(trimethylolpropan) wird von den Firmen Lanxess AG, Perstorp AB und Mitsubishi Gas Chemical Co., Inc. hergestellt und vermarktet.